# The World We Live In and Live in Hamburg
The World We Live In and Live in Hamburg fou el primer àlbum de vídeos publicat per la banda britànica Depeche Mode. Està bàsicament format pel concert realitzat per la banda al Alsterdorfer Sporthalle d'Hamburg el 14 de desembre de 1984, inclòs en la gira mundial Some Great Reward Tour. Fou dirigit per Clive Richardson i el títol prové de la lletra de la cançó "Somebody".
El nombre de cançons que conté depèn de la regió, ja que poden anar d'onze a disset. La versió extensa fou rellançada l'any 1999 en VHS i DVD. Les cançons "Puppets" i "Ice Machine", escrites per l'exmembre Vince Clarke no foren incloses en cap de les versions publicades, ni tan sols en la versió original, malgrat que es van interpretar en el concert.

## Llista de cançons
Publicacions oficials del Regne Unit
- VVD063 (Virgin VHS video) − 1985 (llançament original)
- VVD063 (Virgin BETAMAX video) − 1985
- MF021 (Mute Film VHS video) − 1999 (rellançament)

Publicacions oficials del Japó
- SM068-3005 (Virgin Laser Disc video) − 1985
- VBM-81 (Virgin BETAMAX video) − 1985

Cançons que apareixen en els llançaments del Regne Unit i Japó.
1. "Something to Do"
2. "Two Minute Warning"
3. "If You Want"
4. "People Are People"
5. "Leave in Silence"
6. "New Life"
7. "Shame"
8. "Somebody"
9. "Lie to Me"
10. "Blasphemous Rumours"
11. "Told You So"
12. "Master and Servant"
13. "Photographic"
14. "Everything Counts"
15. "See You"
16. "Shout!"
17. "Just Can't Get Enough"

Publicacions oficial dels Estats Units
- 38107-3 (Sire VHS video)
- 38107-6 (Sire Laser Disc video)

1. "Something to Do"
2. "If You Want"
3. "People Are People"
4. "Somebody"
5. "Lie to Me"
6. "Blasphemous Rumours"
7. "Told You So"
8. "Master and Servant"
9. "Photographic"
10. "Everything Counts"
11. "Just Can't Get Enough"

- "Photographic" fou inclosa posteriorment en la compilació de vídeos Some Great Videos.

## Repartiment
- Dave Gahan − cantant
- Martin Gore − teclats, melòdica, enregistradora, percussió, veus addicionals, cantant
- Alan Wilder − teclats, piano, percussió, veus addicionals
- Andy Fletcher − teclats, percussió, veus addicionals